# Orleans (Massachusetts)
Orleans é uma vila localizada no condado de Barnstable no estado estadounidense de Massachusetts. No Censo de 2010 tinha uma população de 5.890 habitantes e uma densidade populacional de 100,43 pessoas por km².

## Geografia
Orleans encontra-se localizado nas coordenadas 41° 45′ 34″ N, 69° 57′ 52″ O. Segundo a Departamento do Censo dos Estados Unidos, Orleans tem uma superfície total de 58.65 km², da qual 36.6 km² correspondem a terra firme e (37.59%) 22.05 km² é água.

## Demografia
Segundo o censo de 2010, tinha 5.890 pessoas residindo em Orleans. A densidade populacional era de 100,43 hab./km². Dos 5.890 habitantes, Orleans estava composto pelo 96.57% brancos, o 0.9% eram afroamericanos, o 0.12% eram amerindios, o 0.76% eram asiáticos, o 0.02% eram insulares do Pacífico, o 0.51% eram de outras raças e o 1.12% pertenciam a duas ou mais raças. Do total da população o 1.38% eram hispanos ou latinos de qualquer raça.